# 3 Heures de Watkins Glen FIA GT 1999
Les 3 Heures de Watkins Glen 1999 FIA GT, disputées le 3 octobre 1999 sur le circuit de Watkins Glen, sont la neuvième manche du championnat FIA GT 1999.

## Course

### Classement de la course
Classement à l'issue de la course (vainqueurs de catégorie en gras), :
| Pos.   | Catégorie | N° | Écurie                            | Pilotes                                       | Châssis                    | Pneus | Tours |
| Pos.   | Catégorie | N° | Écurie                            | Pilotes                                       | Moteur                     | Pneus | Tours |
| ------ | --------- | -- | --------------------------------- | --------------------------------------------- | -------------------------- | ----- | ----- |
| 1      | GT        | 2  | Viper Team Oreca                  | Jean-Philippe Belloc David Donohue            | Chrysler Viper GTS-R       | M     | 93    |
| 1      | GT        | 2  | Viper Team Oreca                  | Jean-Philippe Belloc David Donohue            | Chrysler 8.0L V10          | M     | 93    |
| 2      | GT        | 1  | Viper Team Oreca                  | Olivier Beretta Karl Wendlinger               | Chrysler Viper GTS-R       | M     | 93    |
| 2      | GT        | 1  | Viper Team Oreca                  | Olivier Beretta Karl Wendlinger               | Chrysler 8.0L V10          | M     | 93    |
| 3      | GT        | 19 | Chamberlain Motorsport            | Christian Vann Christian Gläsel               | Chrysler Viper GTS-R       | M     | 92    |
| 3      | GT        | 19 | Chamberlain Motorsport            | Christian Vann Christian Gläsel               | Chrysler 8.0L V10          | M     | 92    |
| 4      | GT        | 15 | Freisinger Motorsport             | Bob Wollek Wolfgang Kaufmann                  | Porsche 911 GT2            | D     | 91    |
| 4      | GT        | 15 | Freisinger Motorsport             | Bob Wollek Wolfgang Kaufmann                  | Porsche 3.6L Turbo Flat-6  | D     | 91    |
| 5      | GT        | 21 | Paul Belmondo Racing              | Paul Belmondo Luca Drudi                      | Chrysler Viper GTS-R       | D     | 91    |
| 5      | GT        | 21 | Paul Belmondo Racing              | Paul Belmondo Luca Drudi                      | Chrysler 8.0L V10          | D     | 91    |
| 6      | GT        | 18 | Chamberlain Motorsport            | Xavier Pompidou Michel Ligonnet Vincent Vosse | Chrysler Viper GTS-R       | M     | 91    |
| 6      | GT        | 18 | Chamberlain Motorsport            | Xavier Pompidou Michel Ligonnet Vincent Vosse | Chrysler 8.0L V10          | M     | 91    |
| 7      | N-GT      | 17 | Schumacher Racing                 | Larry Schumacher John O'Steen                 | Porsche 911 GT2            | M     | 90    |
| 7      | N-GT      | 17 | Schumacher Racing                 | Larry Schumacher John O'Steen                 | Porsche 3.6L Turbo Flat-6  | M     | 90    |
| 8      | GT        | 22 | Paul Belmondo Racing              | Steve Pfeffer "Rael"                          | Chrysler Viper GTS-R       | D     | 90    |
| 8      | GT        | 22 | Paul Belmondo Racing              | Steve Pfeffer "Rael"                          | Chrysler 8.0L V10          | D     | 90    |
| 9      | GT        | 16 | Freisinger Motorsport             | Manfred Jurasz Yukihiro Hane                  | Porsche 911 GT2            | D     | 86    |
| 9      | GT        | 16 | Freisinger Motorsport             | Manfred Jurasz Yukihiro Hane                  | Porsche 3.6L Turbo Flat-6  | D     | 86    |
| 10     | N-GT      | 46 | Reiser Callas Rennsport           | Joel Reiser David Murry                       | Porsche 911 Carrera RSR    | ?     | 86    |
| 10     | N-GT      | 46 | Reiser Callas Rennsport           | Joel Reiser David Murry                       | Porsche 3.8L Flat-6        | ?     | 86    |
| 11     | GT        | 9  | Elf Haberthur Racing              | Mauro Casadei Andrea Garbagnati               | Porsche 911 GT2            | D     | 85    |
| 11     | GT        | 9  | Elf Haberthur Racing              | Mauro Casadei Andrea Garbagnati               | Porsche 3.6L Turbo Flat-6  | D     | 85    |
| 12     | GT        | 8  | Elf Haberthur Racing              | Luca Cappellari Patrick Vuillaume David Kicak | Porsche 911 GT2            | D     | 83    |
| 12     | GT        | 8  | Elf Haberthur Racing              | Luca Cappellari Patrick Vuillaume David Kicak | Porsche 3.6L Turbo Flat-6  | D     | 83    |
| 13     | N-GT      | 84 | Jeff Nowicki Specter Werks        | Jeff Nowicki Andy Pilgrim                     | Chevrolet Corvette C5      | ?     | 83    |
| 13     | N-GT      | 84 | Jeff Nowicki Specter Werks        | Jeff Nowicki Andy Pilgrim                     | Chevrolet 5.7L V8          | ?     | 83    |
| 14     | N-GT      | 44 | John Fergus Dick Greer Racing     | John Fergus Dick Greer                        | Oldsmobile Cutlass Supreme | ?     | 83    |
| 14     | N-GT      | 44 | John Fergus Dick Greer Racing     | John Fergus Dick Greer                        | Oldsmobile V8              | ?     | 83    |
| 15     | GT        | 6  | Konrad Motorsport                 | Franz Konrad Mike Hezemans                    | Porsche 911 GT2            | D     | 78    |
| 15     | GT        | 6  | Konrad Motorsport                 | Franz Konrad Mike Hezemans                    | Porsche 3.6L Turbo Flat-6  | D     | 78    |
| 16     | N-GT      | 52 | Glenn Seward Extreme Motor Racing | Glenn Seward David Galpin James Yeames        | Chevrolet Corvette C4      | ?     | 72    |
| 16     | N-GT      | 52 | Glenn Seward Extreme Motor Racing | Glenn Seward David Galpin James Yeames        | Chevrolet V8               | ?     | 72    |
| 17     | N-GT      | 53 | Michael Jacobs Jacobs Motorsports | Richard Geck Frank Del Vecchio                | Ford Mustang Cobra R       | ?     | 62    |
| 17     | N-GT      | 53 | Michael Jacobs Jacobs Motorsports | Richard Geck Frank Del Vecchio                | Ford 5.8L V8               | ?     | 62    |
| 18     | GT        | 7  | Konrad Motorsport                 | Charles Slater Jesús Diez de Villarroel       | Porsche 911 GT2            | D     | 48    |
| 18     | GT        | 7  | Konrad Motorsport                 | Charles Slater Jesús Diez de Villarroel       | Porsche 3.6L Turbo Flat-6  | D     | 48    |
| 19     | N-GT      | 54 | Michael Jacobs Jacobs Motorsports | Michael Jacobs Paul Hacker                    | Ford Mustang Cobra R       | ?     | 20    |
| 19     | N-GT      | 54 | Michael Jacobs Jacobs Motorsports | Michael Jacobs Paul Hacker                    | Ford 5.8L V8               | ?     | 20    |
| 20 DNF | N-GT      | 47 | Paragon Motorsports               | Keith Fisher Scott Brunk                      | Porsche 964 Carrera Cup    | P     | 8     |
| 20 DNF | N-GT      | 47 | Paragon Motorsports               | Keith Fisher Scott Brunk                      | Porsche 3.6L Flat-6        | P     | 8     |
| 21 DNF | N-GT      | 45 | SSZ Motorcars                     | Mark Knepper William Collins                  | SSZ Stradale Mk.III        | ?     | 4     |
| 21 DNF | N-GT      | 45 | SSZ Motorcars                     | Mark Knepper William Collins                  | Nissan 3.0L Turbo V6       | ?     | 4     |